# Hidde Jan Rijkeboer
Hidde Jan Rijkeboer (Steenwijk, 28 oktober 1909 - Vught, 4 september 1944) was een Nederlandse verzetsstrijder tijdens de Tweede Wereldoorlog.
Rijkeboer was leraar op de Kweekschool te Meppel. Hij raakte betrokken bij het verzet, toen hij in 1941 gevraagd werd door Albert van Spijker om hieraan mee te doen. Hij was betrokken bij velerlei verschillende verzetsacties. Na zijn arrestatie door verraad werd hij opgesloten in de gevangenis van Scheveningen (Oranjehotel) en veroordeeld. Hij kwam om in kamp Vught.
In 1948 verscheen een In Memoriam artikel over Rijkeboer in een boek van H. van Dijk, J. Poortman en G.P. Ravensloot: Gedenkboek van de Meppeler Onderwijzers opleiding, ter gelegenheid van het 100-jarig bestaan. 1846-1946. Ook diens collega-docenten die in de oorlog waren overleden door toedoen van de Duitsers vanwege hun verzetsactiviteiten, Jan Schrotenboer, Hylle De Vries en Willem Frederik Jonkman worden hierin besproken.